# Hyposidra nigricosta
Hyposidra nigricosta är en fjärilsart som beskrevs av W. Warren 1896. Hyposidra nigricosta ingår i släktet Hyposidra och familjen mätare. Inga underarter finns listade i Catalogue of Life.